# Newton (Iowa)
Newton es una ciudad ubicada en el condado de Jasper en el estado estadounidense de Iowa. En el Censo de 2010 tenía una población de 15.254 habitantes y una densidad poblacional de 526,47 personas por km².

## Geografía
Newton se encuentra ubicada en las coordenadas 41°41′48″N 93°2′26″O / 41.69667, -93.04056. Según la Oficina del Censo de los Estados Unidos, Newton tiene una superficie total de 28.97 km², de la cual 28.97 km² corresponden a tierra firme y (0%) 0 km² es agua.

## Demografía
Según el censo de 2010, había 15254 personas residiendo en Newton. La densidad de población era de 526,47 hab./km². De los 15254 habitantes, Newton estaba compuesto por el 96.69% blancos, el 0.74% eran afroamericanos, el 0.34% eran amerindios, el 0.62% eran asiáticos, el 0.02% eran isleños del Pacífico, el 0.37% eran de otras razas y el 1.21% pertenecían a dos o más razas. Del total de la población el 1.72% eran hispanos o latinos de cualquier raza.